# 九條滿家
九條滿家（日语：／ Kujō Mitsuie，1394年—1449年5月25日）是日本室町時代關白，關白九條經教三子，兄長是九條忠基和九條教嗣，弟弟是道尊、孝圓、仁意和經覺等，正室是唐橋在豐之女，育有九條政忠、九條政基和興福寺僧人尋實。

## 生涯
應永元年（1394年），滿家作為關白九條經教的三子出生。應永11年（1404年）12月，元服，由室町幕府第3代將軍足利義滿賜其偏諱「滿」字，這是九條家首次接受足利將軍家的偏諱。最初，以「滿」字加上其父經教的「教」字，名為九條滿教，後來改作九條滿輔，最終更名為九條滿家。由於比滿家大約50歲的兄長九條忠基無子，因此滿家以其養子的形式，成為九條家第12代當主。
應永13年（1406年），13歲的滿家獲任為從三位。應永21年（1414年）12月，滿家獲朝廷任命為右大臣，其後在應永25年（1418年）12月2日，25歳的滿家獲任命為關白兼左大臣。應永26年（1419年），升至從一位。同年9月，滿家辭任左大臣，應永31年（1424年）4月辭任關白。文安5年（1448年），滿家出家。文安6年5月4日（1449年5月25日），滿家死去，享年56歲，由嫡子九條成家（後來的九條政忠）接任家督。

## 系譜
- 父：九条经教（1331-1400）
- 母：不詳
- 养父：九条忠基（1345-1398）
- 妻：唐桥在豊女
  - 男子：九条政基（1445-1516）
- 生母不明的子女
  - 男子：加々丸
  - 男子：寻实